# Felsritzungen von Solbakk

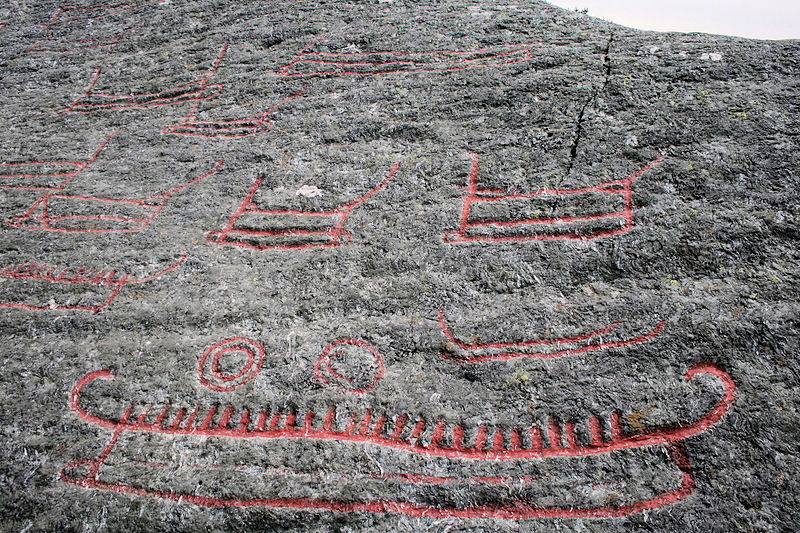
Felsritzungen von Solbakk

Die 1923 entdeckten Felsritzungen von Solbakk (norwegisch Solbakk helleristninger) stammen aus der Bronze- und Eisenzeit (1500 bis 500 v. Chr.). Sie liegen in Kuvika, südwestlich vom Weiler Nag, bei Solbakk in Ryfylke in der Fylke Rogaland in Norwegen. 
Auf dem Aufschluss befinden sich etwa 40 tief eingeschnittene Figuren, hauptsächlich Boote bzw. Schiffe und Ringe. 
Die Felsritzungen in Solbakk zeigen zwei Bootstypen. Einen mit abgerundetem Steven oder vertikalen Strichen für die Besatzung, und kürzere Boote mit geradem Steven. Die langen, runderen Boote sind in Südnorwegen stärker verbreitet. Man vermutet, dass es sich dabei um die traditionellen Holzboote handelt. Gleichzeitig nimmt man an, dass die kleineren Boote aus Tierhaut oder Leder waren und älter sind. Da es selten vorkommt, dass man beide Bootstypen gleichzeitig im gleichen Felsritzungsbild sieht, kann man davon ausgehen, dass dieses Feld über mehrere hundert Jahre genutzt wurde.
Das Boot ist seit der Bronzezeit das bei nordischen Petroglyphen am weitesten verbreitete Motiv. Etwa drei Viertel aller Felsritzungen (ausgenommen Schälchen) sind Boote oder Schiffe.
Die Ringe sind ebenfalls zwei Gruppen zuzuordnen: konzentrische Ringe und Spiralen. 
In der Ortschaft befinden sich auch ein Feld mit mindestens 20 Schälchen und eine Grabröse. Die meisten sind unübersichtlich markiert und stark abgewittert. 14 Schälchen sind relativ flach, während fünf bis zu 3,5 cm tief sind.
Einige 100 m östlich stehen die Bautasteine von Nag.